# Ponte do Porto de Auckland
A Ponte do Porto de Auckland ou, na sua forma portuguesa, de Auclanda (Auckland Harbour Bridge) é uma ponte que atravessa o Porto de Waitemata, conectando Auckland e North Shore City. A ponte é parte da State Highway 1 (SH1), uma auto-estrada neozelandesa. É a segunda maior ponte na Nova Zelândia e a maior da Ilha Norte.
A ponte tem um comprimento total de 1.020 m, elevando-se 43,27 m da água.